# Hmilnîțea, Cernihiv
Hmilnîțea (în ucraineană Хмільниця) este localitatea de reședință a comunei Hmilnîțea din raionul Cernihiv, regiunea Cernihiv, Ucraina.

## Demografie
Componența lingvistică a localității Hmilnîțea
     Ucraineană (96,65%)
     Rusă (3,05%)
     Alte limbi (0,3%)
Conform recensământului din 2001, majoritatea populației localității Hmilnîțea era vorbitoare de ucraineană (96,65%), existând în minoritate și vorbitori de rusă (3,05%).